# 諏訪山公園
諏訪山公園（すわやまこうえん）は、兵庫県神戸市中央区諏訪山町の六甲山地諏訪山中腹から山麓にかけて存在する公園。

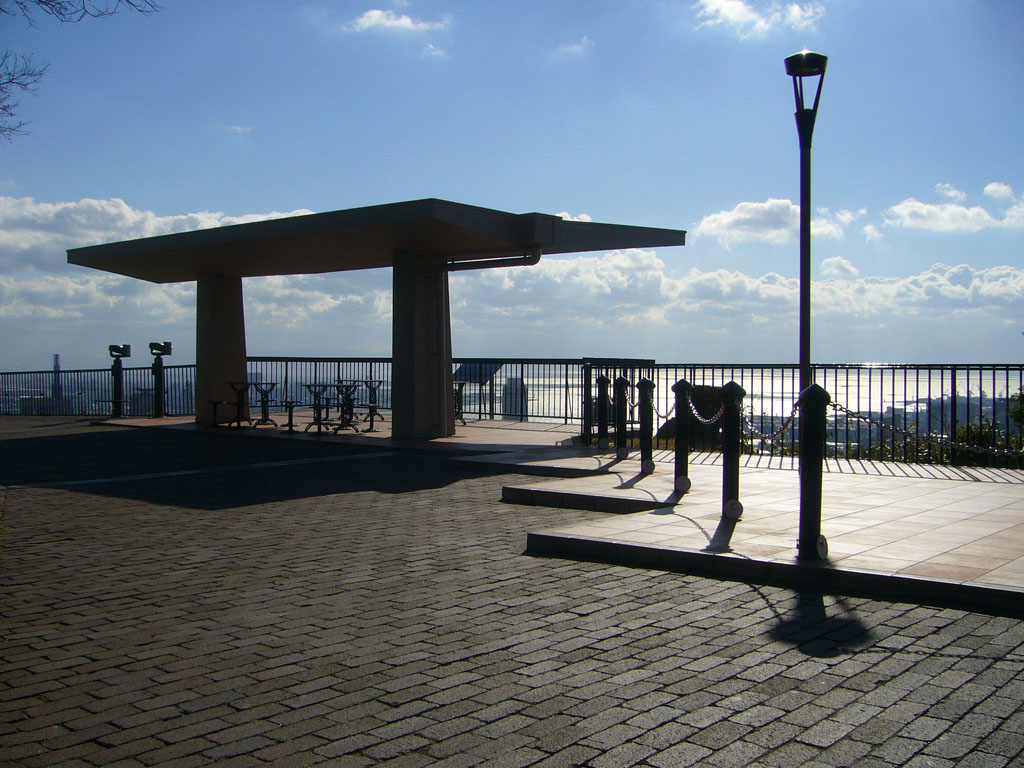
諏訪山展望台

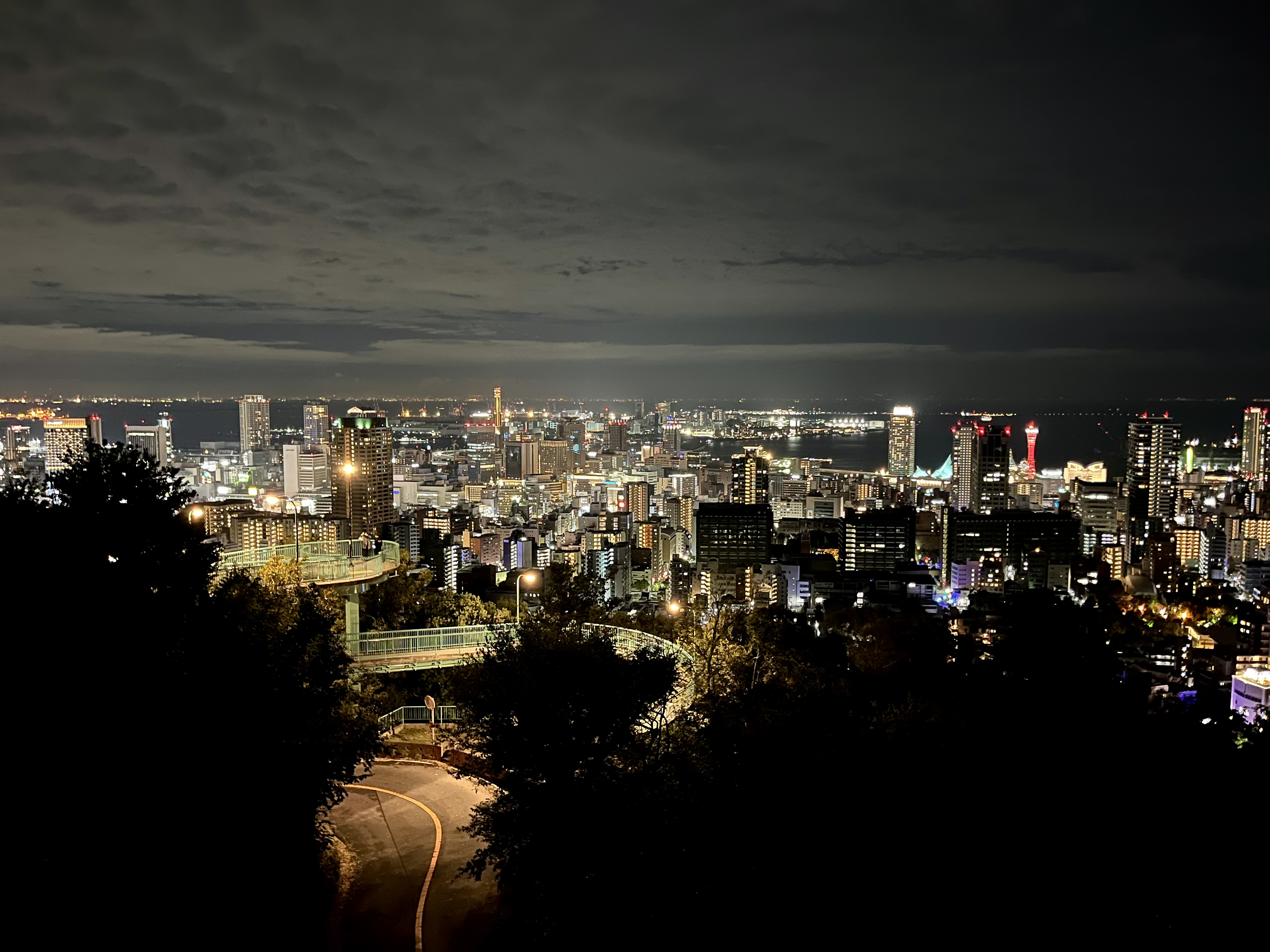
諏訪山展望台からポートアイランド方面を撮影

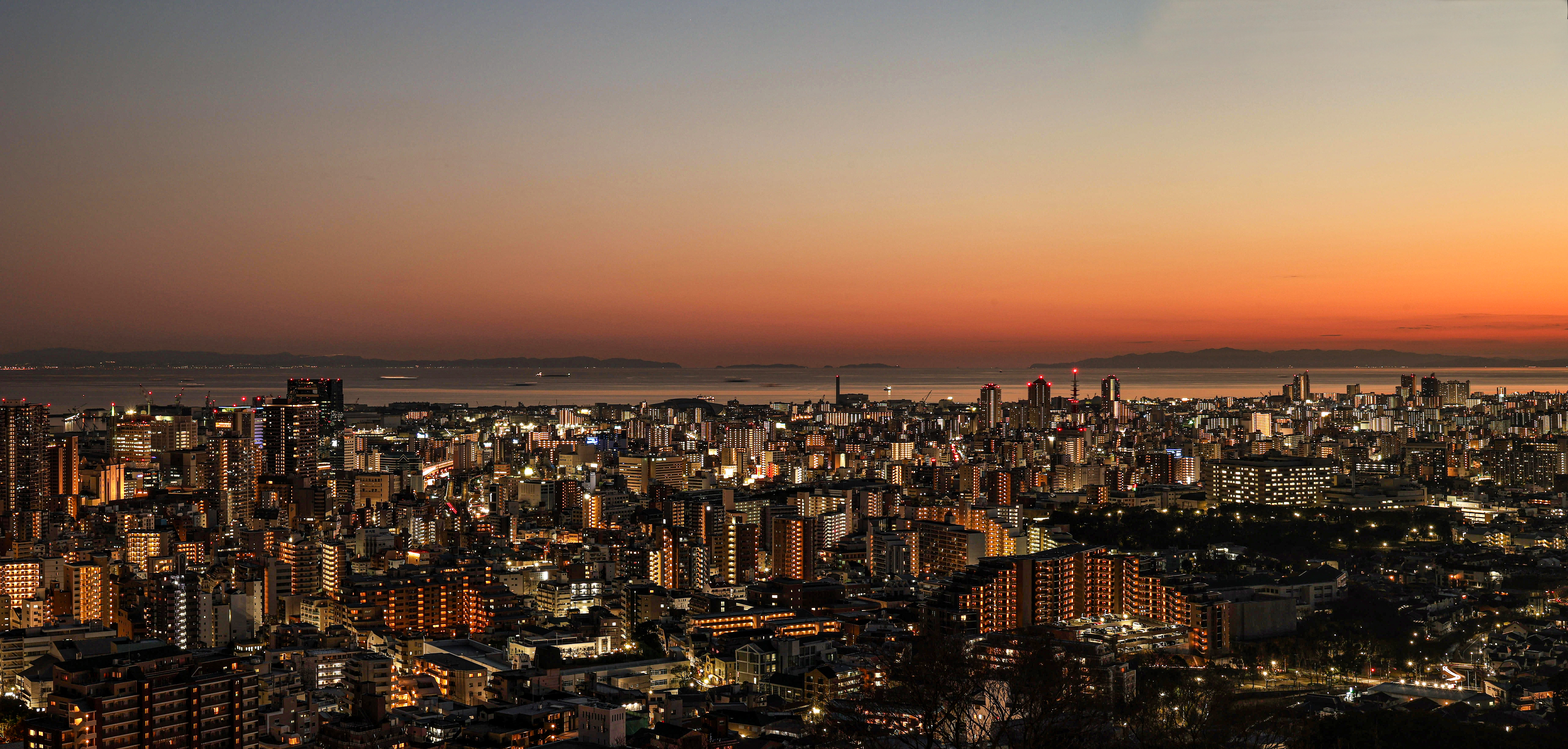
諏訪山展望台から中央区から兵庫区方面の夕景。遠くは紀淡海峡が見える

## 概要
開園は明治時代初頭。当初は諏訪山遊園という名称で、園内には諏訪山動物園（王子動物園の前身）が設けられていた。 現在は諏訪山展望台とヴィーナスブリッジ、金星台、諏訪山児童公園などで構成される。諏訪山中腹の展望広場が金星台と呼ばれるのは、1874年（明治7年）12月9日に当地でフランスの天体観測隊が金星の観測を行ったことに由来する。金星台と諏訪山展望台を結ぶ螺旋橋をヴィーナスブリッジといい、この名称も金星（Venus）に因んでいる。金星台にはラジオ塔が現存している。

## 周辺情報
- 諏訪神社（諏訪山稲荷神社） - 金星台に隣接する。諏訪山の地名の源
- 李および山下家住宅 - 山麓の西洋館。登録有形文化財。
- 大師道 - 六甲山のハイキングコース
- 再度山ドライブウェイ

## 所在地
〒650-0006 兵庫県神戸市中央区諏訪山町

## 交通アクセス
- 神戸市バス7系統・「諏訪山公園下」すぐ
- 山陽新幹線・神戸市営地下鉄山手線・北神急行電鉄 新神戸駅から徒歩15分
- 神戸市営地下鉄山手線 県庁前駅 徒歩8分
- JR神戸線 三ノ宮駅 から市バス10分、「諏訪山公園前」から徒歩15分
- 再度ドライブウェイ、神戸側入口から車で5分。

## 周辺情報
- 北野町山本通
- 北野工房のまち
- 相楽園
- 兵庫県公館